# Julián Trujillo Largacha
Julián Trujillo Largacha, né le 28 janvier 1828 à Popayán (Cauca) et mort le 18 juillet 1883 à Bogota, est un homme d'État et ancien président des États-Unis de Colombie.